# MG 14/28
La 14/28 è un'autovettura prodotta dalla Morris Garages dal 1924 al 1927. È stato il primo modello di automobile costruito dalla casa automobilistica britannica.

## Storia
La Morris Garages era originariamente un concessionario Morris di Oxford. Quando, nel 1922, Cecil Kimber ne divenne General Manager, la MG iniziò a costruire vetture su telai Morris modificati. Nel 1924 nacque così il primo modello MG, la 14/28, che era basata sulla Morris Oxford sia per quanto riguardava il telaio che per quanto concerneva il radiatore. Quest'ultimo era il cosiddetto “Bullnose”, cioè “muso a forma di proiettile”. Il telaio venne leggermente modificato, mentre il motore fu potenziato. La MG 14/28 presentava dei pannelli in alluminio ed una verniciatura a due colori.
Inizialmente la 14/28 venne assemblata in un piccolo stabilimento di Oxford. Nel 1925 le attività produttive furono spostate in un sito più grande, sempre ad Oxford. Il nome riportato inizialmente sul frontale della vettura era "Morris Oxford". Il marchio MG apparve solo dal 1928.
Le ruote erano “da artiglieria”, che erano denominate in questo modo perché venivano costruite secondo una tecnica utilizzata per fabbricare le ruote di alcuni mezzi militari dell'epoca, oppure a raggi. Le sospensioni erano a balestra sia all'avantreno che al retrotreno. La velocità massima raggiunta dal modello era 105 km/h.
Il modello era disponibile con tre tipi di carrozzeria, torpedo due porte (a due o quattro posti) e coupé due porte. La 14/28 aveva installato un motore a quattro cilindri da 1.802 cm³ di cilindrata e valvole laterali. Il cambio era manuale tre rapporti.
Nel 1926 la MG aggiornò il modello. Il muso “Bullnose” fu sostituito da un radiatore piatto ed il telaio fu allargato. Quest'ultima operazione obbligò la casa automobilistica a rivedere l'intera carrozzeria. Con l'obbiettivo di differenziare la MG 14/28 dai modelli Morris contemporanei, furono aggiornate anche le sospensioni ed i freni. La vettura revisionata era più pesante della precedente, e raggiungeva la velocità massima di 95 km/h. Anche l'alimentazione fu cambiata, dato che si passò da un carburatore  SU ad uno di marca Solex. Venne anche installato il servofreno.
La 14/28 fu sostituita dalla simile 14/40 nel 1927.